# Lubomír Emil Havlík
Lubomír Emil Vilém Havlík (30. srpna 1925 Znojmo – 5. března 2000, Brno) byl český historik, medievalista se zaměřením na středověké dějiny a Velkomoravskou říši. Aktivně se angažoval ve věci restituce moravské samosprávy.

## Život
Narodil se ve Znojmě 30. srpna 1925 a středoškolská studia zahájil na tamním reálném gymnáziu, po okupaci je dokončoval v Kroměříži. Pracoval jako totálně nasazený při kopání zákopů pro Wehrmacht. Po osvobození složil maturitu a zapsal se na Filozofickou fakultu Masarykovy univerzity na obory: historie, prehistorie, angličtina a filozofie. Vysokoškolská studia dokončil v roce 1950, následující rok pracoval jako středoškolský profesor. Kvůli své demokratické orientaci a členství v Národně socialistické straně musel opustit fakultu a později i zaměstnání ve školství. Následující roky pracoval v knihovně Uměleckoprůmyslového muzea v Brně.

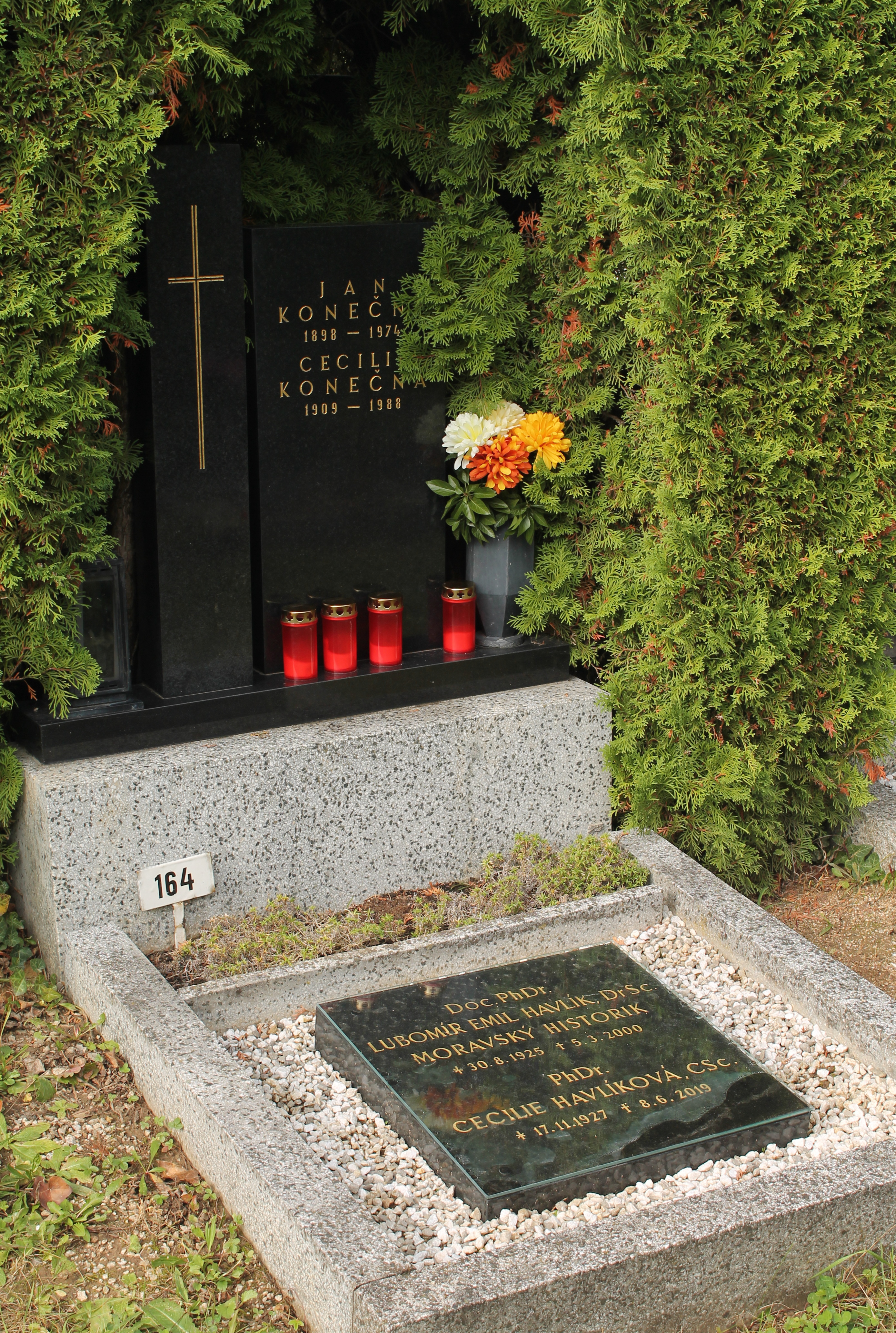
hrob L. E. Havlíka

Od roku 1956 byl aspirantem a později vědeckým pracovníkem Slovanského ústavu Československé akademie věd, jeho pobočky v Brně. V roce 1968 byl zakládajícím členem Svazu vědeckých pracovníků, zrušeném v roce 1969. V letech 1963-1985 externě přednášel na UJEP v Brně dějiny slovanských národů ve středověku a dějiny Byzance. Habilitovat se mohl až v roce 1978 (habilitační práce z roku 1969), doktorát z historických věd získal až v roce 1987. Mezi jeho nejvýznamnější počiny lze řadit edici historických pramenů souvisejících s dějinami Velké Moravy Magnae Moraviae Fontes Historici, které byl nejen iniciátorem a hlavním redaktorem, ale podílel se na ní též autorsky. Od roku 1990 byl vědeckým pracovníkem Ústavu dějin střední a východní Evropy. Podílel se autorsky na tvorbě výstavy Velká Morava (Brno 1963), která byla instalována v mnoha evropských městech. Dále působil mimo jiné jako spolupracovník Čs. rozhlasu a Čs. televize, člen Čsl.-jugoslávské historické komise, Čsl. národního balkanistického komitétu, Čsl. národního byzantologického komitétu, Čsl. archeol. společnosti, Associazione degli storici europei (Řím), Komise pro studium slovanských kultur středověku, redakčních rad odborných domácích a zahraničních časopisů, Muzejní a vlastivědné společnosti, Společnosti pro Moravu a Slezsko a Moravského národního kongresu.
V roce 1990 spolupracoval při natáčení filmu Moravská země. Podílel se také na natáčení filmu o sv. Cyrilu a Metoději, vyráběného pro Řecko Českou televizí v několika jazykových verzích.
V roce 1990 kandidoval do České národní rady za Moravské občanské hnutí. Do politického života zasáhl rovněž jako člen komise pro územně správní a státoprávní uspořádání státu při Úřadu vlády České republiky (1990-1991) a člen komise pro národnosti Parlamentu České republiky a rady Moravskoslezské akademie pro vědu a kulturu (od roku 1994).
Jeho manželkou byla Cecilie Havlíková, folkloristka a etnografka, vědecká pracovnice Ústavu etnografie a folkloristiky ČSAV v Brně, s níž měl dvě dcery.
Zemřel 5. března 2000 na následky srdečního záchvatu, který jej postihl při přednášce Muzejní a vlastivědné společnosti v Moravském zemském muzeu v Brně.

## Čestné tituly a vyznamenání
- Řád svatého Metoděje (1985)
- Stříbrná plaketa Františka Palackého ČSAV (1988)
- Apoštolské požehnání papeže Jana Pavla II., udělené písemně ad personam (1993)
- Požehnaní Mons. J. Graubnera, olomouckého arcibiskupa a metropolity moravského, udělené písemně ad personam (1994)
- Cena města Brna (1995)

## Publikace
- Počátky historického Znojemska (Vlastivědný věstník moravský 7, 1952)
- O vzniku moravského státu (Vlastivědný věstník moravský 9, 1954)
- Znojmo: z minulosti města a jeho památek (Brno 1956)
- Staří Slované v rakouském Podunají v 6.-12. století (Praha 1963)
- Velká Morava a středoevropští Slované (Praha 1964)
- Byzanc, Řím a Slované v raném středověku: Slované v byzantské historiografii raného středověku do 7. století (habil.rkp., Brno: AÚ 1969)
- Magnae Moraviae fontes historici I-V, operi edendo praefuit L. E. Havlík (Brno 1966-1977)
- Dukljanská kronika a Dalmatská legenda (Praha 1976)
- Dukljanska hronika i Dalmatinska legenda (Podgorica 2008)
- Morava v 9. a 10. století. K problematice politického postavení, sociální a vládní struktury a organizace (Praha 1978)
- Přehledné dějiny Byzance (Brno 1971, 1979)
- Dějiny středověké Gruzie (Brno 1980)
- Kronika o Velké Moravě (Brno 1987, 1992, 2013)
- Slovanské státní útvary raného středověku. Politické postavení, společenské a vládní organizace státních útvarů ve východní, střední a jihovýchodní Evropě od 8.-11. století (Praha 1987)
- Geneze feudální společnosti a státu ve slovanském prostředí (Praha 1987)
- Znojmo v době knížecí (in: Ročenka Státního okresního archivu ve Znojmě, Znojmo 1990)
- Moravské letopisy : dějiny Moravy v datech (Brno 1993, Břeclav 2009)
- Svatopluk Veliký, král Moravanů a Slovanů (Brno 1994)
- Život a utrpení Rostislava, krále Moravanů (in: Moravský historický sborník – Ročenka Moravského národního kongresu 1995. Brno: Moravský národní kongres 1996, 85-230; autoeditium, Brno 1999)
- Dějiny královského města Znojma a Znojemského kraje (Brno 1999)
- Morava - k státoprávnímu postavení země v průběhu věků (Brno 1990)
- Privilegia, smlouvy, ústavy, zákony, ustanovení, usnesení a další akty, dokládající státoprávní samosprávné a územně-správní postavení Moravy v minulosti (Brno 1991)
- Lexikon des Mittelalters (München 1994)
- 353 studií ve vědeckých časopisech doma i v zahraničí (Polsko, Rakousko, Rusko, Bulharsko, Německo, Anglie, Řecko, Itálie, Mexico)

a další